# Bispegården (København)
 For alternative betydninger, se Bispegården. (Se også artikler, som begynder med Bispegården)
Bispegården er den officielle bolig og kontor for Københavns biskop. Den er placeret på hjørnet af Nørregade og Studiestræde overfor domkirken Vor Frue Kirke og Frue Plads i Indre By. Det lille Bispetorvet ved siden af er opkaldt efter bygningen.

## Historie
Bispegården står, hvor Københavns andet rådhus blev opført omkring 1400. Det var en firefløjet bygning i gotisk stil. I 1479 stod et nyt rådhus færdig på det nærliggende Gammeltorv, og den gamle bygning blev overtaget af Københavns Universitet, der var blevet oprettet samme år af kong Christian 1. med pave Sixtus 4.'s godkendelse.
På den tid havde den katolske Roskildes biskop sit palæ på Frue Plads på den anden side af gaden, hvor det var blevet opført efter biskop Henrik Gertsen overgav Absalons Borg på Slotsholmen til kong Valdemar Atterdag i 1350. Efter Reformationen i Danmark overtog den nye protestantiske Sjællands biskop universitets bygning, mens universitetet flyttede over i det gamle bispepalæ. Roskilde Domkirke fortsatte dog med at være stiftets hovedsæde, ligesom det havde været i den katolske tid. Først med delingen af Sjællands Stift i Roskilde Stift og Københavns Stift blev Vor Frue Kirke overfor Bispegården domkirke.
Bispegården gik til under Københavns brand 1728 men blev genopbygget fra 1731 til 1732 på samme sted men i mindre form og efter tegninger af Lars Erichsen, der også arbejdede for universitetet.
I 1896 gennemgik bygningen en omfattende renovering og ombygning under arkitekten Martin Nyrop, kendt for Københavns Rådhus, der stod færdig i 1905.

## Arkitektur og udsmykning
Bispegården består af to fløje opført i røde mursten og med sort teglstenstag. Mod gården er der bindingsværk.
Under renoveringen i 1896 opsatte Nyrop en karnap på facaden mod Nytorv. Under vinduet er der opsat en mindetavle udformet og skrevet af Nyrop, der sammenfatter stedets lange historie og brug:
Helt rædsomt man med mig i Tiden monne raade:
Som Raadhus først jeg stod vor By til Gavn og Baade. 1479.
Saa var jeg Studiegaard, men blev, da her i Landet Guds rene Ord fik Løb, til Bispegaard omdannet. 1537.
Det har jeg siden da igiennem Sekler været, skiønt Ild mig hærget har og Ild har paa mig tæret. 1728.
Nu er i stand jeg sat, Gud lad mig længe staa og skærm i Naade dem, som Bolig i mig faa. 1896
Over porten er Peder Palladius' segl og motto opsat. Han var den første protestantiske biskop til at bo på stedet.
Biskop Friedrich Münters kulturelle samling er opsat i porten og vestibulen.